# NGC 3057
NGC 3057 je galaksija u zviježđu Zmaju.

## Vanjske poveznice
- SEDS: NGC 3057